# Јоаким Ериксон
Јоаким Ериксон (швед. Joacim Eriksson; рођен 9. априла 1990. у Јевлеу, Шведска) професионални је шведски хокејаш на леду који игра на позицији голмана.
Тренутно наступа у редовима америчког тима Јутика Кометси из града Јутике (савезна држава Њујорк) у АХЛ лиги. Са екипом Шелефтеа је у сезони 2012/13. освојио титулу првака Шведске.
У дресу саниорске репрезентације Шведске освојио је бронзану медаљу на Светском првенству 2014. у Минску.

## Клупска каријера
Ериксон је хокејом на леду почео да се бави 2006. када је заиграо у нижеразредном локалном клубу из месташца Валбо недалеко од родног Јевлеа. Након тога прелази у екипу Бринеса за коју је током наредне две сезоне наступао искључиво у нижим узрасним категоријама.
Као млад и перспективан голман одлази на драфт НХЛ лиге 2008. године где га је у седмој рунди као 196. пика одабрала екипа Филаделфија Флајерса.
Како током две сезоне није успео да се избори за место у сениорском тиму Бринеса, у лето 2009. прелази у редове екипе Лександа која се у то време такмичила у другој лиги Шведске. Била је то уједно и прва професионална сениорска сезона за Ериксона. За Лександ је током те сезоне одиграо укупно 38 утакмица у лигашком (уз проценат одбрана од 92%) и још 10 утакмица у додатном плејофу за пласман у СХЛ лигу. По окончању те сезоне прелази у редове елитног лигаша Шелефтеа за који је играо током наредне три сезоне као стандардни првотимац. Током периода проведеног у Шелефтеу играо је три финала националног плејофа, а у последњем, у сезони 2012/13. освојио је и титулу националног првака.
Како је ексклузивно право екипе Филаделфија Флајерса на његов уговор (на основу НХЛ драфта) истекло 2011, Ериксон као слободан играч у јуну 2013. потписује двогодишњи уговор са канадским НХЛ лигашем екипом Канакса из Ванкувера. Своју прву америчку сезону започиње у редовима филијале Канакса, екипи Јутика кометса из АХЛ лиге. Први, и једини меч у НХЛ лиги за Канаксе у првој сезони одиграо је 15. јануара 2014. против екипе Анахајм Дакса, уз пораз од чак 1:9.

## Репрезентативна каријера
У дресу националног тима дебитовао је још 2007. за екипу до 17 година која је на меморијалном турниру Иван Хлинка у Чешкој и Словачкој освојила прво место. Већ наредне године био је део репрезентације до 18 година за светско првенство, али није улазио на игру ни у једној утакмици.
Највећи успех у репрезентативној каријери остварио је на Светском првенству 2014. играном у Минску (Белорусија) на којем је селекција Шведске освојила бронзану медаљу. Ериксон је на том првенству улазио у игру на једној утакмици уз проценат одбрањених шутева ка голу од 90,9%.